# Dasha (Sängerin)

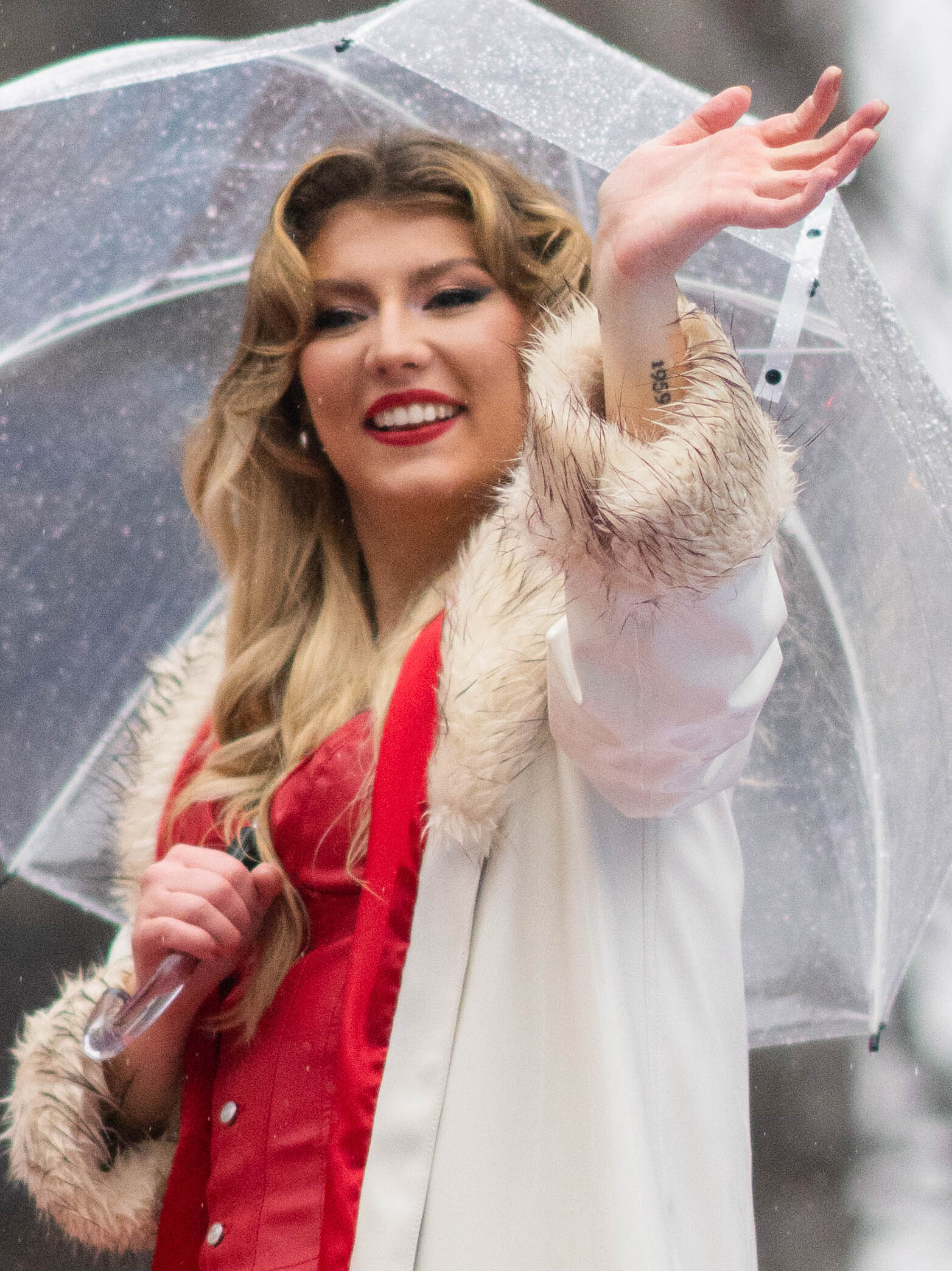
Dasha (2024)

Dasha (* 27. Februar 2000 in San Luis Obispo als Anna Dasha Novotny) ist eine US-amerikanische Country-Sängerin.

## Leben
Dasha ist die Mittlere von drei Geschwistern und begann im Alter von acht Jahren mit dem Gitarre- und Klavierspielen.
2021 erschien ihre erste EP $hiny Things.
Am 27. Januar 2023 veröffentlichte Dasha ihr Debütalbum Dirty Blonde, das 17 Songs umfasst. Das Album erschien auf dem Label Quadio Records. Für das Album zog sie extra nach Nashville. Ihre frühen Einflüsse liegen im Country, Americana und Folk, aber auch im Contemporary R&B. Künstler, die sie beeinflussten, waren zuerst Dolly Parton und Taylor Swift, später auch Zach Bryan, Noah Kahan und Kacey Musgraves.
Am 27. November 2023 erschien die Single Austin über das Label Version III (Vertrieb: Warner Music Group). 2024 ging der Song auf TikTok viral, nachdem Dasha ein Video hochlud, auf dem sie zu dem Song einen Line Dance tanzte. Austin stammt vom Album What Happens Now?, das am 16. Februar 2024 veröffentlicht wurde.

## Diskografie

### Alben
- 2023: Dirty Blonde (Quadio Records)
- 2024: What Happens Now? (Version III)

### EPs
- 2021: $hiny Things (Quadio Records)

### Singles
- 2020: Don’t Mean a Thing
- 2020: None of My Business
- 2020: Better Than She Did
- 2021: $hiny Things
- 2021: 21st Birthday
- 2021: Love Me Till August
- 2021: Nervous
- 2021: Talk
- 2021: Going Nowhere (mit Taska Black)
- 2021: Olivia
- 2022: Fuck You
- 2022: 7 Minutes in Heaven
- 2022: Dramatic
- 2022: Vegas
- 2022: Eyeliner
- 2022: Wish That You Were Here
- 2023: Even Cowboys Cry
- 2023: Austin
- 2023: King of California
- 2024: 42
- 2024: Didn’t I?
- 2024: Bye Bye Bye
- 2024: Driving Home for Christmas

## Auszeichnungen für Musikverkäufe
| Goldene Schallplatte - Kanada - 2025: für die Single Not at This Party - Neuseeland - 2025: für das Album What Happens Now? - Portugal - 2024: für die Single Austin - Spanien - 2025: für die Single Austin Platin-Schallplatte - Belgien - 2024: für die Single Austin - Dänemark - 2025: für die Single Austin - Frankreich - 2024: für die Single Austin - Niederlande - 2024: für die Single Austin - Polen - 2024: für die Single Austin | 3× Platin-Schallplatte - Neuseeland - 2025: für die Single Austin 4× Platin-Schallplatte - Australien - 2024: für die Single Austin 7× Platin-Schallplatte - Kanada - 2025: für die Single Austin |

Anmerkung: Auszeichnungen in Ländern aus den Charttabellen bzw. Chartboxen sind in ebendiesen zu finden.
| Land/RegionAuszeichnungen für Musikverkäufe (Land/Region, Auszeichnungen, Verkäufe, Quellen) | Gold     | Platin       | Verkäufe  | Quellen              |
| -------------------------------------------------------------------------------------------- | -------- | ------------ | --------- | -------------------- |
| Australien (ARIA)                                                                            | —        | 4× Platin4   | 280.000   | aria.com.au          |
| Belgien (BRMA)                                                                               | —        | Platin1      | 40.000    | ultratop.be          |
| Dänemark (IFPI)                                                                              | —        | Platin1      | 90.000    | ifpi.dk              |
| Deutschland (BVMI)                                                                           | Gold1    | —            | 300.000   | musikindustrie.de    |
| Frankreich (SNEP)                                                                            | —        | Platin1      | 200.000   | snepmusique.com      |
| Kanada (MC)                                                                                  | Gold1    | 7× Platin7   | 600.000   | musiccanada.com      |
| Neuseeland (RMNZ)                                                                            | Gold1    | 3× Platin3   | 97.500    | radioscope.co.nz NZ2 |
| Niederlande (NVPI)                                                                           | —        | Platin1      | 90.000    | nvpi.nl              |
| Österreich (IFPI)                                                                            | —        | Platin1      | 30.000    | ifpi.at              |
| Polen (ZPAV)                                                                                 | —        | Platin1      | 50.000    | olis.pl              |
| Portugal (AFP)                                                                               | Gold1    | —            | 5.000     | Einzelnachweise      |
| Schweiz (IFPI)                                                                               | —        | Platin1      | 30.000    | hitparade.ch         |
| Spanien (Promusicae)                                                                         | Gold1    | —            | 30.000    | elportaldemusica.es  |
| Vereinigte Staaten (RIAA)                                                                    | —        | Platin1      | 1.000.000 | riaa.com             |
| Vereinigtes Königreich (BPI)                                                                 | —        | 2× Platin2   | 1.200.000 | bpi.co.uk            |
| Insgesamt                                                                                    | 5× Gold5 | 24× Platin24 |           |                      |